# Attentat du 19 mai 2023 à Zhob
L'attentat du 19 mai 2023 à Zhob est survenu le 19 mai 2023 lorsqu'un kamikaze a attaqué le convoi de Sirajul Haq (en), l'émir du Jamaat-e-Islami (JI) dans le district de Zhob, au Baloutchistan, au Pakistan. L'attaque a fait six blessés, dont Haq, tout en tuant l'agresseur. De nombreuses personnes ont condamné l'incident et exigé une enquête approfondie.

## Contexte
Au moment de l'attaque, le chef du Jamaat-e-Islami, Sirajul Haq, se trouvait dans le district de Zhob pour parler à un rassemblement politique. Bien que la motivation de l'attaque soit encore inconnue, le terrorisme en serait la cause.

## Attentat
Un engin explosif a été déclenché par un kamikaze qui s'est approché du convoi de Sirajul Haq alors qu'il traversait Zhob. Six personnes ont été blessées et certains des véhicules du convoi ont été endommagés à la suite de l'explosion. Haq lui-même, cependant, a réussi à fuir indemne.
Les autorités sont immédiatement arrivées sur les lieux de l'attaque pour mener une intervention et une enquête. Les blessés ont été emmenés à l'hôpital civil de Zhob et y ont été soignés. Selon des informations, l'une des personnes blessées était dans un état critique.
Le corps du kamikaze a été découvert sur le site de l'explosion, prouvant qu'ils étaient responsables de l'attaque. Pour recueillir des informations et déterminer la nature précise de l'attaque, des équipes d'enquêteurs sont arrivées sur les lieux.

## Réactions
À la suite de l'incident, le Premier ministre Shehbaz Sharif a dénoncé avec véhémence l'attentat-suicide et a ordonné au gouvernement du Baloutchistan (en) de lancer une enquête complète sous tous les angles possibles. L'objectif était de poursuivre les auteurs de l'attentat. D'autres personnalités politiques, telles que le ministre en chef du Baloutchistan Abdul Quddus Bizenjo, le coprésident du PPP Asif Ali Zardari et le président du Pakistan Tehreek-e-Insaf Imran Khan, ont dénoncé l'attaque et présenté leurs condoléances aux victimes.